# Dragon Knights
Dragon Knights är en manga i fantasystil av Mineko Ohkami.
Mangan handlar om de tre drakriddarna alvprinsen Rune, demonkrigaren Rath och tjuven Thatz. Deras uppdrag är att föra demonlorden Nadils huvud till drakkungen Lykouleon. 
De tre har varsitt svärd, med vilka de kan åkalla varsin drake: Water, Fire och Earth. 
Efterhand som serien fortsätter får man veta mer om karaktärernas dunkla förflutna.